# Mateusz Bogusz
Mateusz Piotr Bogusz (Ruda Śląska, 22 de agosto de 2001), más conocido como Mateusz Bogusz, es un futbolista polaco que juega de centrocampista en el Cruz Azul de la Primera División de México.

## Trayectoria
Bogusz comenzó su carrera deportiva en el Ruch Chorzów, en 2018, fichando en 2019 por el Leeds United del EFL Championship.
Con el Leeds debutó como profesional el 27 de agosto de 2019, en un partido de la Carabao Cup, frente al Stoke City. En esta temporada logró el ascenso a la Premier League con el Leeds.
El 5 de octubre de 2020 se marchó cedido al U. D. Logroñés. Lo mismo ocurrió en julio de 2021, siendo esta vez la Unión Deportiva Ibiza la que lograría su cesión. Con este equipo jugó 22 encuentros en la Segunda División, en los que marcó cuatro goles, y regresó a finales de agosto de 2022 en un nuevo préstamo. Este se canceló en marzo para irse a los Estados Unidos y jugar para Los Angeles F. C.
El 25 de enero de 2025 se hizo oficial su fichaje por el C. F. Cruz Azul mexicano. En sus primeros meses ayudó al equipo a ganar la Copa de Campeones de la Concacaf, torneo en el que marcó un gol en la final ante Vancouver Whitecaps.

## Selección nacional
Bogusz fue internacional sub-16, sub-17, sub-19, sub-20 y sub-21 con la selección de Polonia. También lo fue con la absoluta, haciendo su debut el 8 de septiembre de 2024 en una derrota por la mínima frente a Croacia en un encuentro correspondiente a la Liga de Naciones de la UEFA 2024-25.

## Estadísticas

### Clubes
Actualizado al último partido jugado el 16 de agosto de 2025.
| Club                             | Div.                | Temporada           | Liga  | Liga  | Liga   | Copas Nacionales | Copas Nacionales | Copas Nacionales | Torneos Internacionales | Torneos Internacionales | Torneos Internacionales | Total | Total | Total  |
| Club                             | Div.                | Temporada           | Part. | Goles | Asist. | Part.            | Goles            | Asist.           | Part.                   | Goles                   | Asist.                  | Part. | Goles | Asist. |
| -------------------------------- | ------------------- | ------------------- | ----- | ----- | ------ | ---------------- | ---------------- | ---------------- | ----------------------- | ----------------------- | ----------------------- | ----- | ----- | ------ |
| Ruch Chorzów · Polonia           | 2.ª                 | 2017-18             | 13    | 0     | 0      | —                | —                | —                | —                       | —                       | —                       | 13    | 0     | 0      |
| Ruch Chorzów · Polonia           | 3.ª                 | 2018-19             | 19    | 5     | 1      | 1                | 0                | 0                | —                       | —                       | —                       | 20    | 5     | 1      |
| Ruch Chorzów · Polonia           | Total club          | Total club          | 32    | 5     | 1      | 1                | 0                | 0                | 0                       | 0                       | 0                       | 33    | 5     | 1      |
| Leeds United F. C. Inglaterra    | 2.ª                 | 2019-20             | 1     | 0     | 0      | 1                | 0                | 0                | —                       | —                       | —                       | 2     | 0     | 0      |
| Leeds United F. C. Inglaterra    | 1.ª                 | 2020-21             | —     | —     | —      | 1                | 0                | 0                | —                       | —                       | —                       | 1     | 0     | 0      |
| Leeds United F. C. Inglaterra    | Total club          | Total club          | 1     | 0     | 0      | 2                | 0                | 0                | 0                       | 0                       | 0                       | 3     | 0     | 0      |
| U. D. Logroñés (cedido) · España | 2.ª                 | 2020-21             | 23    | 1     | 1      | 1                | 0                | 0                | —                       | —                       | —                       | 24    | 1     | 1      |
| U. D. Logroñés (cedido) · España | Total club          | Total club          | 23    | 1     | 1      | 1                | 0                | 0                | 0                       | 0                       | 0                       | 24    | 1     | 1      |
| U. D. Ibiza (cedido) · España    | 2.ª                 | 2021-22             | 20    | 4     | 7      | 2                | 0                | 0                | —                       | —                       | —                       | 22    | 4     | 7      |
| U. D. Ibiza (cedido) · España    | 2.ª                 | 2022-23             | 22    | 2     | 0      | 2                | 0                | 0                | —                       | —                       | —                       | 24    | 2     | 0      |
| U. D. Ibiza (cedido) · España    | Total club          | Total club          | 42    | 6     | 7      | 4                | 0                | 0                | 0                       | 0                       | 0                       | 46    | 6     | 7      |
| Los Angeles F. C. Estados Unidos | 1.ª                 | 2023                | 33    | 3     | 5      | 8                | 0                | 0                | 8                       | 1                       | 3                       | 42    | 4     | 8      |
| Los Angeles F. C. Estados Unidos | 1.ª                 | 2024                | 36    | 16    | 8      | 5                | 1                | 1                | 7                       | 3                       | 2                       | 48    | 20    | 11     |
| Los Angeles F. C. Estados Unidos | Total club          | Total club          | 69    | 19    | 13     | 13               | 1                | 1                | 15                      | 4                       | 5                       | 90    | 24    | 19     |
| Cruz Azul · México               | 1.ª                 | 2024-25             | 14    | 1     | 2      | —                | —                | —                | 8                       | 1                       | 3                       | 22    | 2     | 5      |
| Cruz Azul · México               | 1.ª                 | 2025-26             | 4     | 0     | 1      | —                | —                | —                | 3                       | 0                       | 1                       | 7     | 0     | 2      |
| Cruz Azul · México               | Total club          | Total club          | 18    | 1     | 3      | 0                | 0                | 0                | 11                      | 1                       | 4                       | 29    | 2     | 7      |
| Total en su carrera              | Total en su carrera | Total en su carrera | 185   | 32    | 25     | 21               | 1                | 1                | 26                      | 5                       | 9                       | 225   | 38    | 35     |

## Palmarés

### Títulos nacionales
| Título         | Club              | País           | Año  |
| -------------- | ----------------- | -------------- | ---- |
| U. S. Open Cup | Los Angeles F. C. | Estados Unidos | 2024 |

### Títulos internacionales
| Título                           | Club            | Sede             | Año  |
| -------------------------------- | --------------- | ---------------- | ---- |
| Copa de Campeones de la Concacaf | C. F. Cruz Azul | Ciudad de México | 2025 |